# Moses Häusler
Moses Häusler (20 luglio 1901 – 24 dicembre 1952) è stato un calciatore austriaco, di ruolo attaccante.

## Carriera

### Club
Dopo aver iniziato a giocare in patria, nel 1926 si trasferisce negli Stati Uniti d'America, ritornando in Austria solo nel 1933, per terminare la carriera.

### Nazionale
Esordisce il 15 agosto 1923 contro la Finlandia (2-1).

## Palmarès

### Club

#### Competizioni nazionali
- Campionato austriaco: 1

Hakoah Vienna: 1924-1925
- Lamar Hunt U.S. Open Cup: 1

New York Hakoah: 1929